# Comuna Deakove, Antrațît
Deakove (în ucraineană Д'якове) este o comună în raionul Antrațît, regiunea Luhansk, Ucraina, formată din satele Cervonîi Jovten și Deakove (reședința).

## Demografie
Componența lingvistică a comunei Deakove
     Ucraineană (92,48%)
     Rusă (7,32%)
     Alte limbi (0,17%)
Conform recensământului din 2001, majoritatea populației comunei Deakove era vorbitoare de ucraineană (92,48%), existând în minoritate și vorbitori de rusă (7,32%).